# William Burt
Dr. William Burt (1852–1936) metodista püspök, az európai metodista misszió felelőse 1904-1912 között.

## Kezdetek
Angliában született, fiatalon vándorolt Amerikába. Teológiai tanulmányait a Wesleyan Universityn és a Drew Theological Seminaryn végezte. A későbbiekben négy különböző egyetemről kapott tiszteletbeli doktori címet. 1881-ben szentelték fel lelkésznek a New York East Conference tagjaként.

## Szolgálatai Olaszországban
1886-ban utazott Olaszországba, ahol felügyelő szuperintendensként szolgált Milánóban, Firenzében és Rómában, összesen 18 éven át. Több templomot és iskolát épített, köztük egy-egy diákotthont fiúk és leányok számára. Az egyházrendet ő fordította le olaszra. II. Viktor Emánuel olasz király az oktatásügy terén kifejtett tevékenységéért személyesen tüntette ki a Szent Móric és Szent Lazarus renddel.

## Püspöki szolgálatai
Csaknem két évtizedes itáliai munkásságát követően 1904-ben a Püspöki Methodista Egyház generálkonferenciáján püspöknek választották. Az európai metodista misszióban John Heyle Vincent (1900-1904) utódja volt nyolc éven keresztül, 1912-ig. A püspöki szolgálatban John Louis Nuelsen követte (1912-1940).

## Magyarországi vonatkozások
Burt püspök 1902-ben John Heyle Vincent püspök kíséretében járt az 1898-ban megkezdett fiatal metodista misszióban a Bácskában. 1911-ben a püspök elnökletével alakult meg Bécsben az Osztrák-Magyar Missziói Konferencia. Melle Ottó német származású magyar szuperintendens (1907-1920) eleven képet festett róla: 
"Bár még viszonylag fiatal, hófehér haja volt, amely mindenütt magára vonta a figyelmet. Arca fiatalosan üde, szemeiből az a barátságosság sugárzott, amellyel csak azok az emberek rendelkeznek, akiknek a szívét belső boldogság tölti el. Prédikációi evangelizálók, gyakorlatiasak, találó illusztrációkkal fűszerezettek. (...) Ami engem különösen vonzott hozzá, az a nemes keresztény jelleme, az evangelizáció iránti fogékonysága, az emberekre vonatkozó tiszta, biztos értékítélete – akikkel gyakran csak néhány pillanatig volt együtt –, és az a meglátása volt, hogy a németországi metodizmusnak mekkora jelentősége van az európai munkára vonatkozóan. (...) Az Ausztriában és Magyarországon folyó munkának, melynek romantikus kezdetéről és állandó növekedéséről szívesen beszélt más országokban tartott előadásaiban, meleg helye volt szívében. Ezek közös ideálok voltak, atyámként szerettem és tiszteltem őt. (...) Sokat köszönhetek neki, és élete végéig ösztönző levélváltásban álltam vele. Figyelmeztetései és intései, de bátorításai is egyaránt értékesek voltak. (...) Sok áldás áradt ki ebből a férfiből."

## Magyarul
- Kézikönyv a püspöki methodista egyház próbatagjainak, valamint azoknak a számára, akik azokká akarnak lenni; Dembinsky Ny., Bp., 1922